# Alstom Citadis
Le Citadis est un tramway à plancher bas produit par Alstom. Au total, plus de 2 300 rames de ce modèle ont été vendues, à près de 65 villes dans le monde ; ces rames ont parcouru plus de 245 millions de kilomètres et transporté plus de 4,2 milliards de passagers (en avril 2012),. En France, plus de 1250 rames ont été vendues à 26 réseaux.
Le Citadis est conçu et construit à Aytré, près de La Rochelle, Santa Perpètua de Mogoda, près de Barcelone en Espagne, ou Reichshoffen, en Alsace. La version tram-train, appelée Citadis Dualis, est conçue et assemblée à Valenciennes.  
Le concept du Citadis permet, à partir de modules standardisés, de produire des tramways différents pour chaque réseau client, notamment en utilisant une face avant à l'allure personnalisée. 
La marque Citadis a également été utilisée pour un projet, jamais réalisé, de rame de tramway, dans le cadre du Concours Cavaillé, dans les années 1970.

## Modèles
Il existe plusieurs types de Citadis. Le catalogue comprend ainsi des rames à plancher bas partiel et des rames entièrement à plancher bas. Le tout est disponible dans différentes longueurs allant de 3 à 9 modules.
La gamme comprend ainsi :
Génération 0 (Citadis X00) :
- Citadis 100 - plancher bas sur 70 % de la rame, fabriqué par Alstom-Konstal à Chorzów, essentiellement pour le marché polonais

Génération 1 (Citadis X01) :
- Citadis 301 - 30 mètres, 3 éléments, plancher bas sur 75 % de la rame
- Citadis 401 - 40 mètres, 5 éléments, plancher bas sur 80 % de la rame

Génération 2 (Citadis X02) :
- Citadis 202 - 24 mètres, 3 éléments, 100 % plancher bas
- Citadis 302 - 33 mètres, 5 éléments, 100 % plancher bas
- Citadis 402 - 44 mètres, 7 éléments, 100 % plancher bas
- Citadis 502 - 55 mètres, 9 éléments, 100 % plancher bas, livrés uniquement à Dublin

Génération 3 (Citadis X03) :
- Citadis 403 - 45 mètres, 7 éléments, 100 % plancher bas mais bogies d'extrémités modifiés (conçus spécialement pour le tramway de Strasbourg)

Génération 4 / pays de l'est (Citadis X04) :
- Citadis 304 - 30 mètres, 3 éléments, 100 % plancher bas, destiné à l'Europe centrale et Europe de l'Est

Génération 5 (Citadis X05), modernisation de la seconde et troisième génération avec des bogies Ixège comme le Dualis et le X04 :
Cette génération peut être montée avec des bogies Arpège ou Ixège, elle embarque une mise à jour de la motorisation et une nouvelle architecture de caisse permettant d'avoir une double porte à l'extrémité et des vitres plus longues. 
- Citadis 205 ou Citadis Compact - 22 à 24 mètres, 3 éléments, 100 % plancher bas[5],[6]
- Citadis 305 - 32 à 37 mètres, 5 éléments, 100 % plancher bas
- Citadis 405 - 43 à 48[7] mètres, 7 éléments, 100 % plancher bas

Citadis Classic :
Il s'agit de tramways conçus pour les réseaux anciens, depuis le rachat de Bombardier par Alstom en 2021, les modèles Flexity Swift et Flexity Classic sont désormais repris sous cette bannière.
Tram-trains
- Regio Citadis - 3 éléments, plancher bas sur 70 % de la rame (matériel tram-train pour l'Allemagne et les Pays-Bas)[9]
- Citadis Dualis - 3 à 4 éléments, plancher bas à 100 % (matériel tram-train pour le marché français)[9]
- Citadis Spirit - 3 à 4 éléments, plancher bas à 100 % (matériel tram-train ou train léger pour le marché nord-américain)[10]

## Galerie de photographie

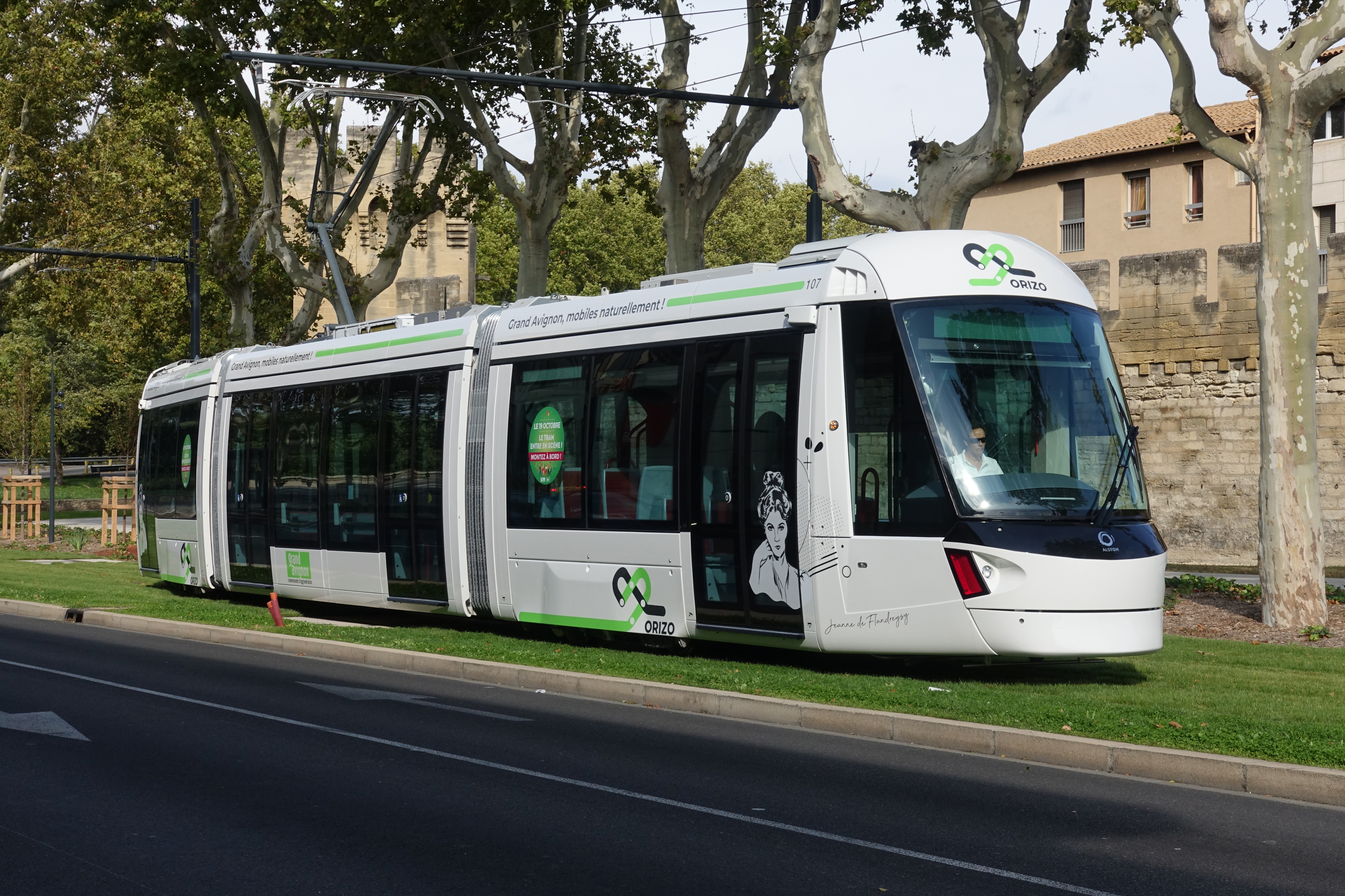
Citadis 205 à Avignon.
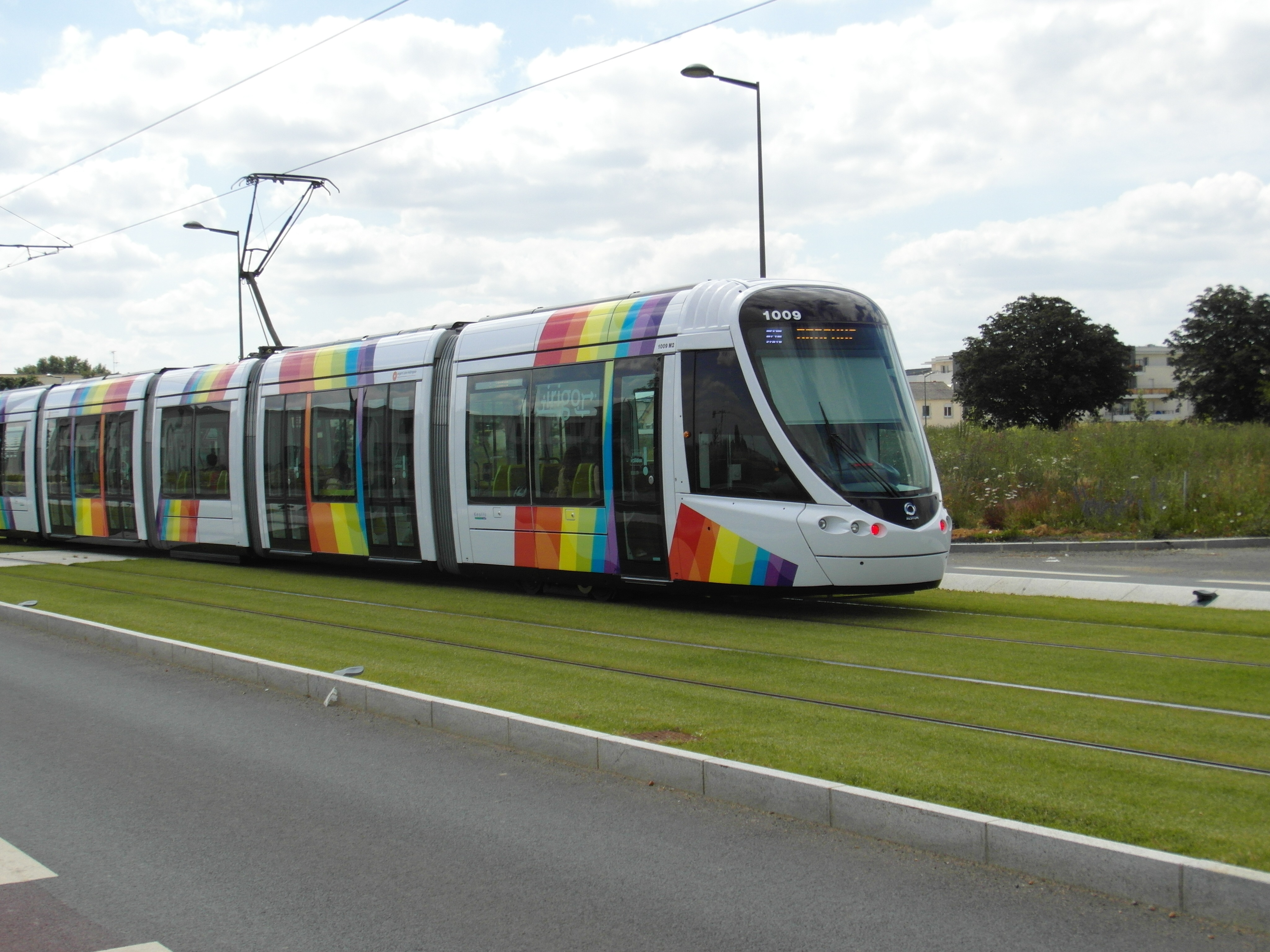
Citadis 302 à Angers.
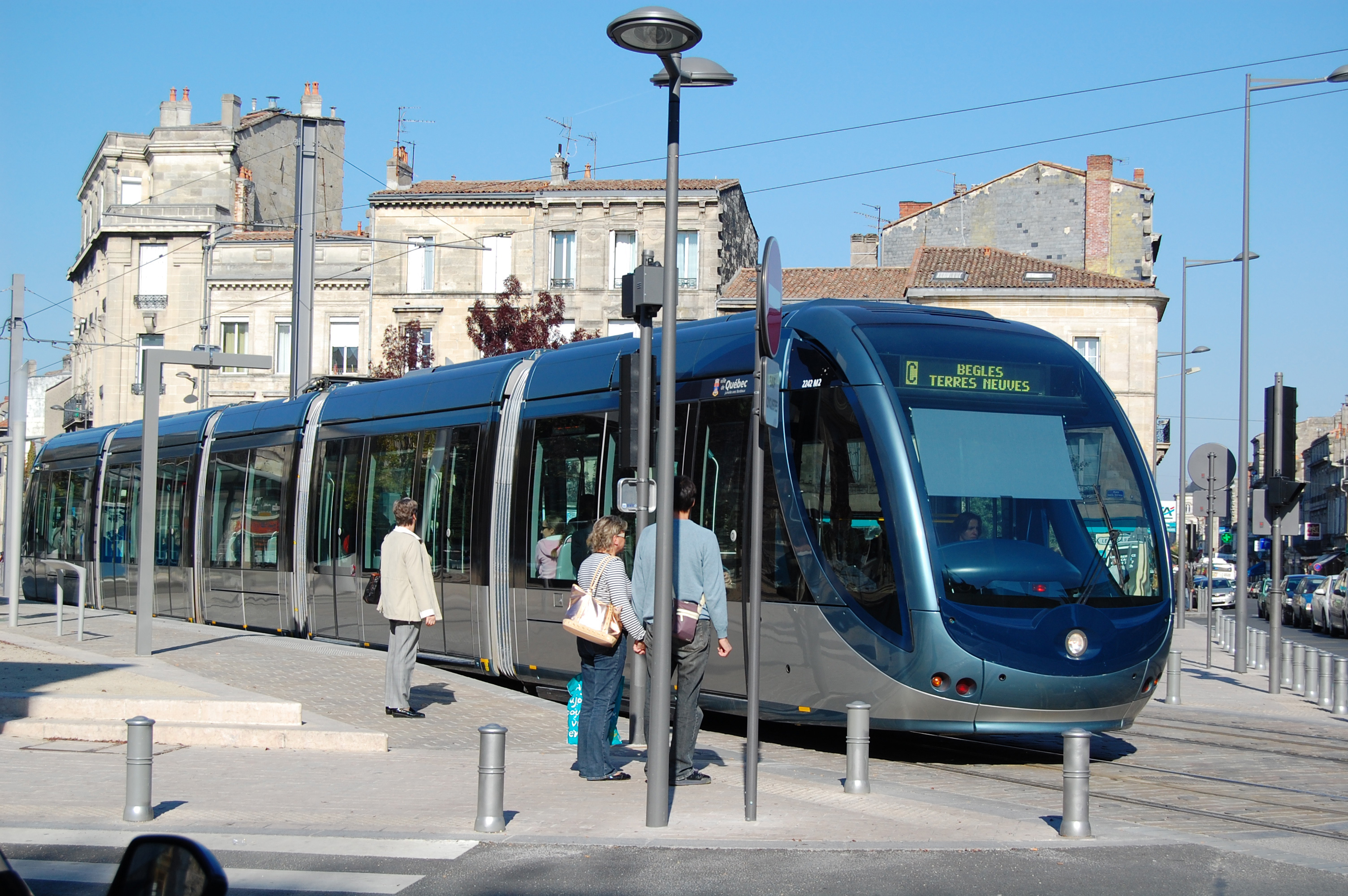
Citadis 302 à Bordeaux.
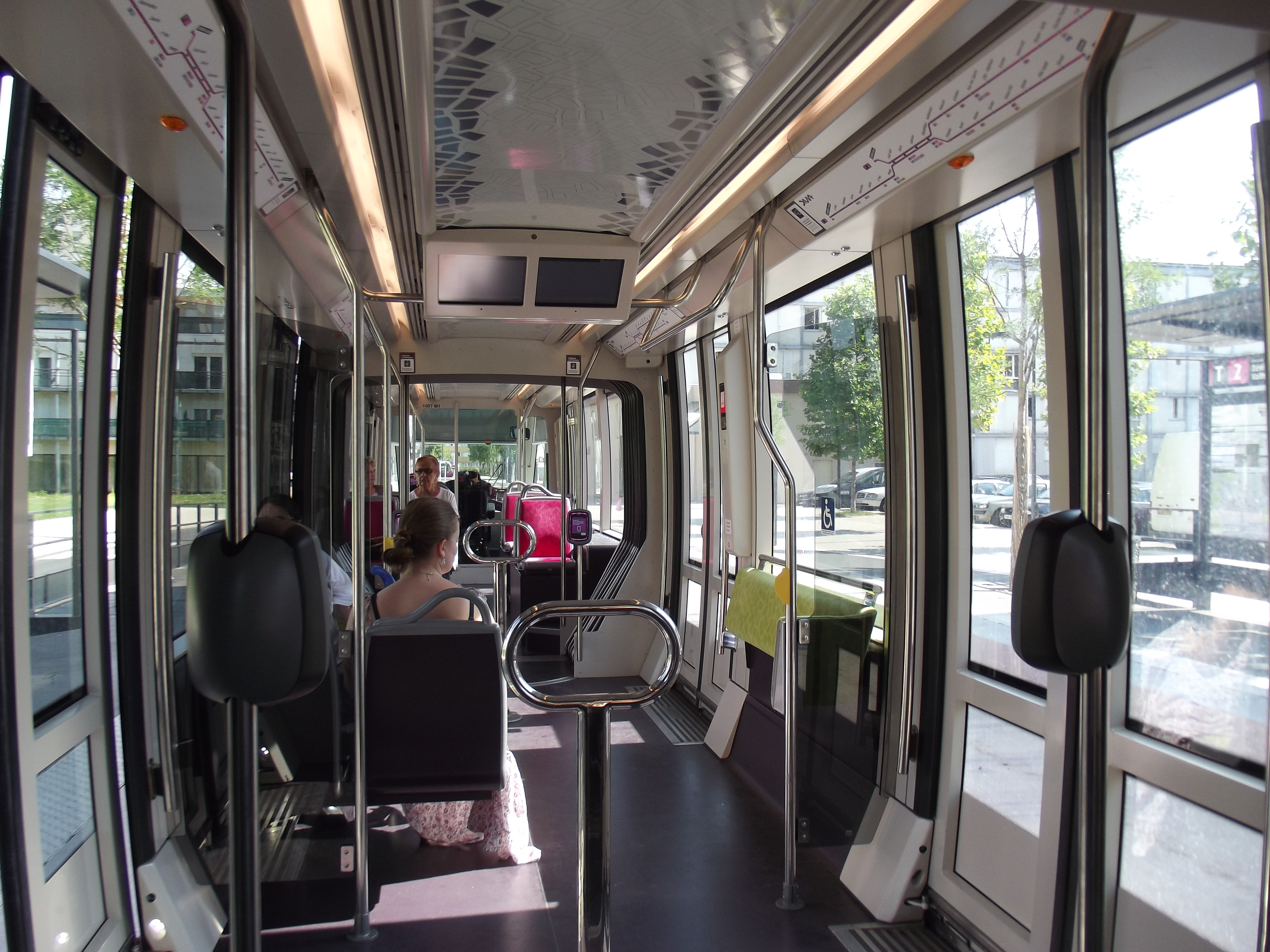
Vue de l'intérieur d'un Citadis 302 à Dijon.
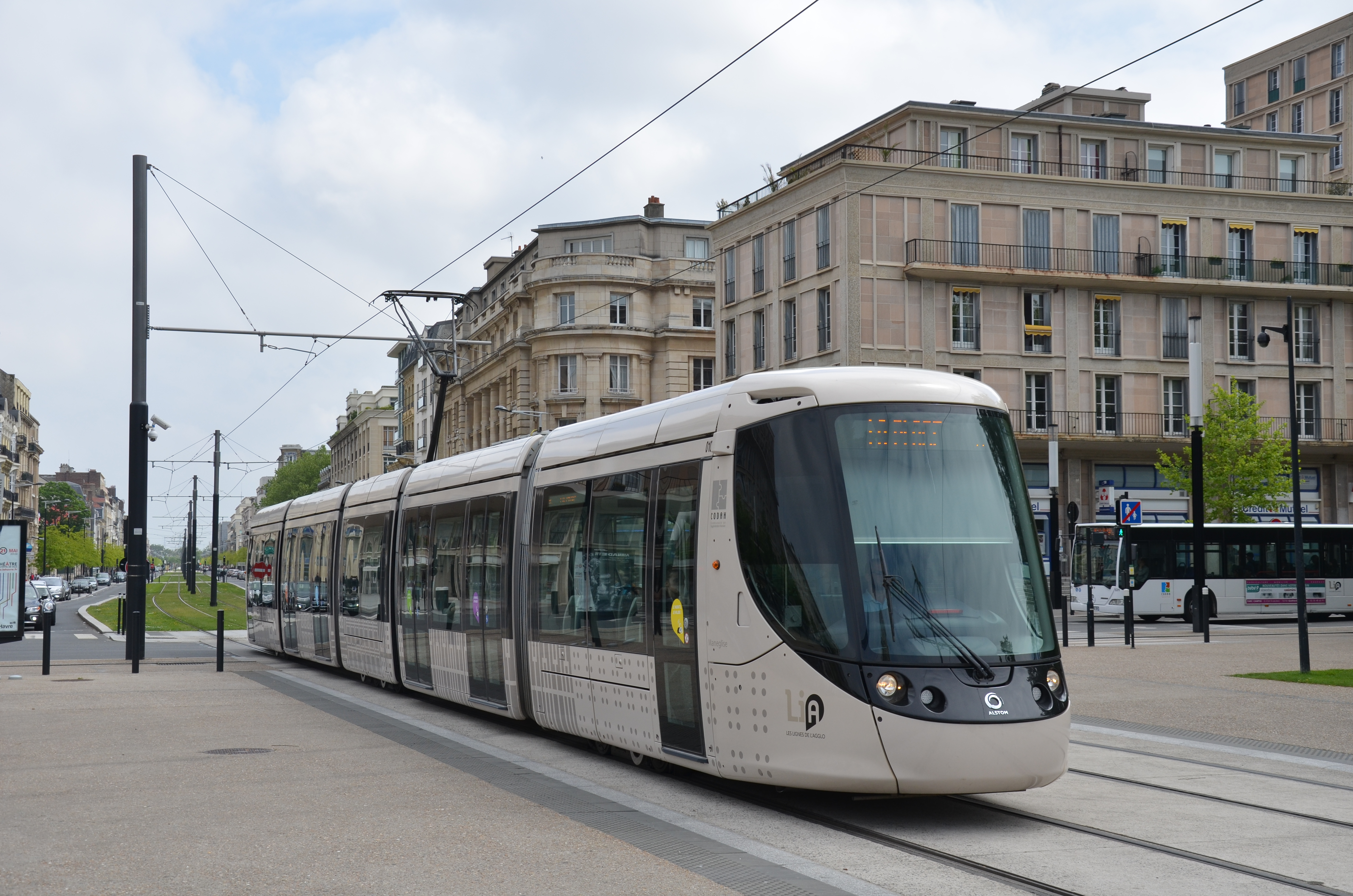
Citadis 302 au Havre.
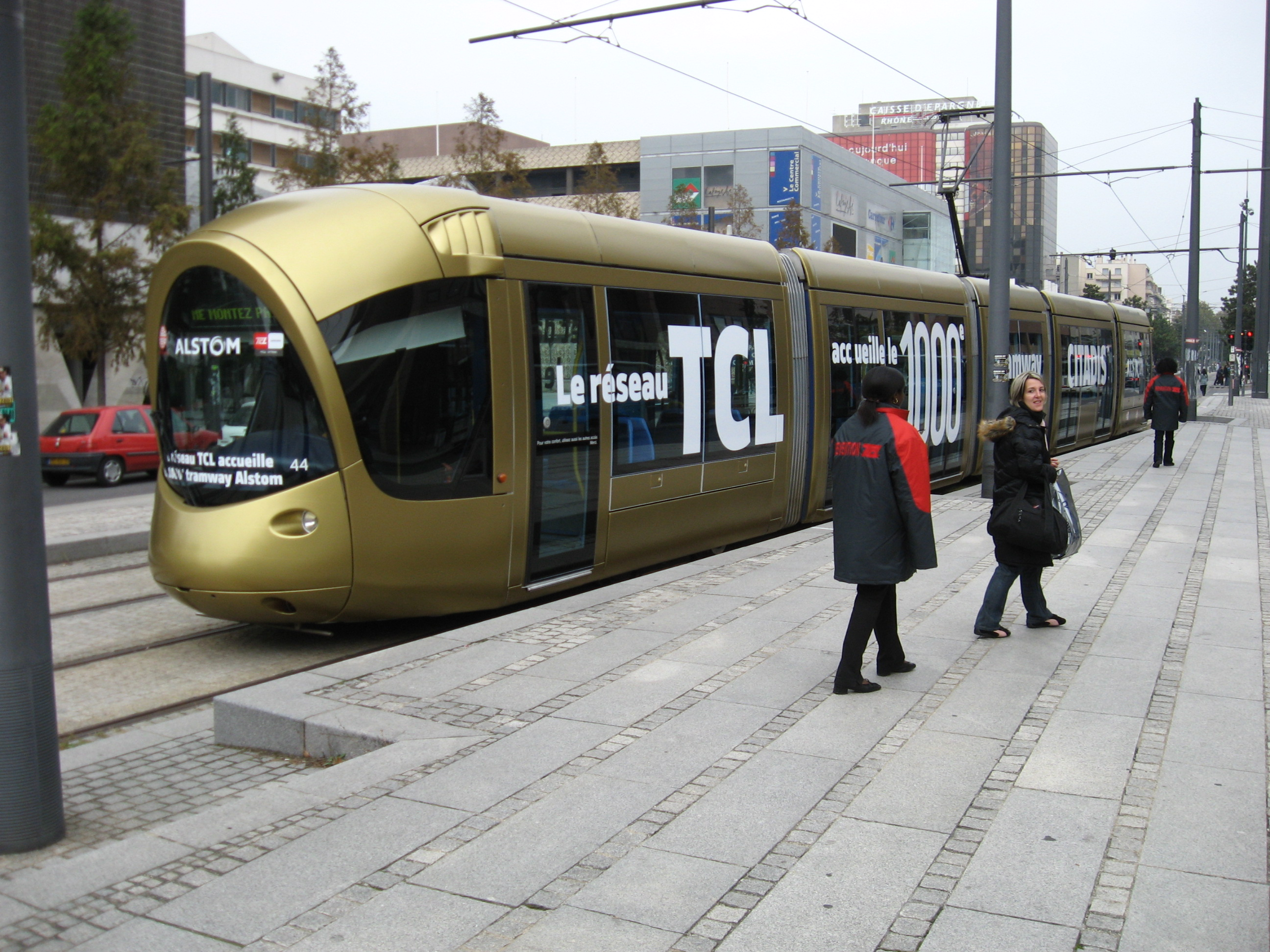
1000e Citadis livré à Lyon (ici un 302).
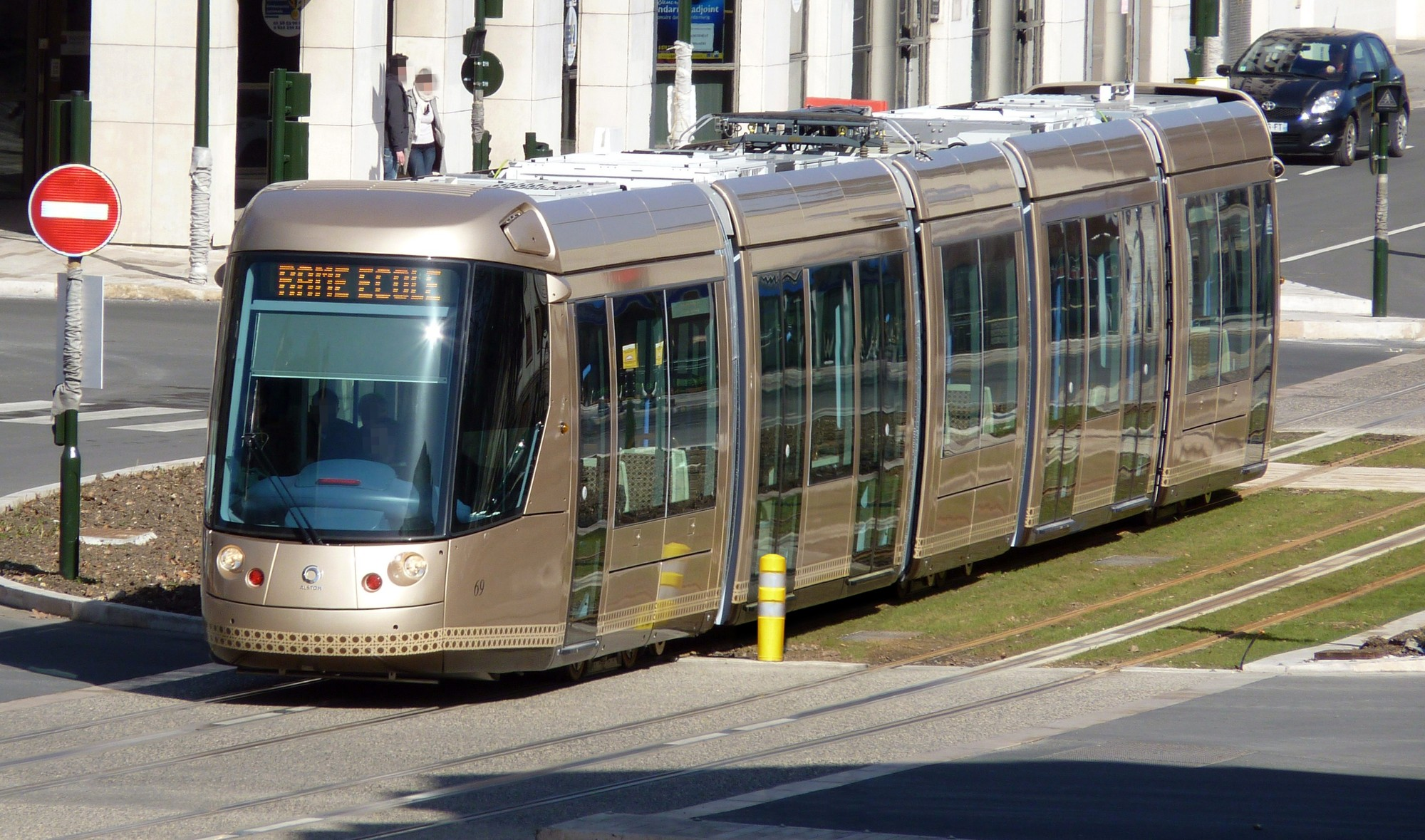
Citadis 302 à Orléans.
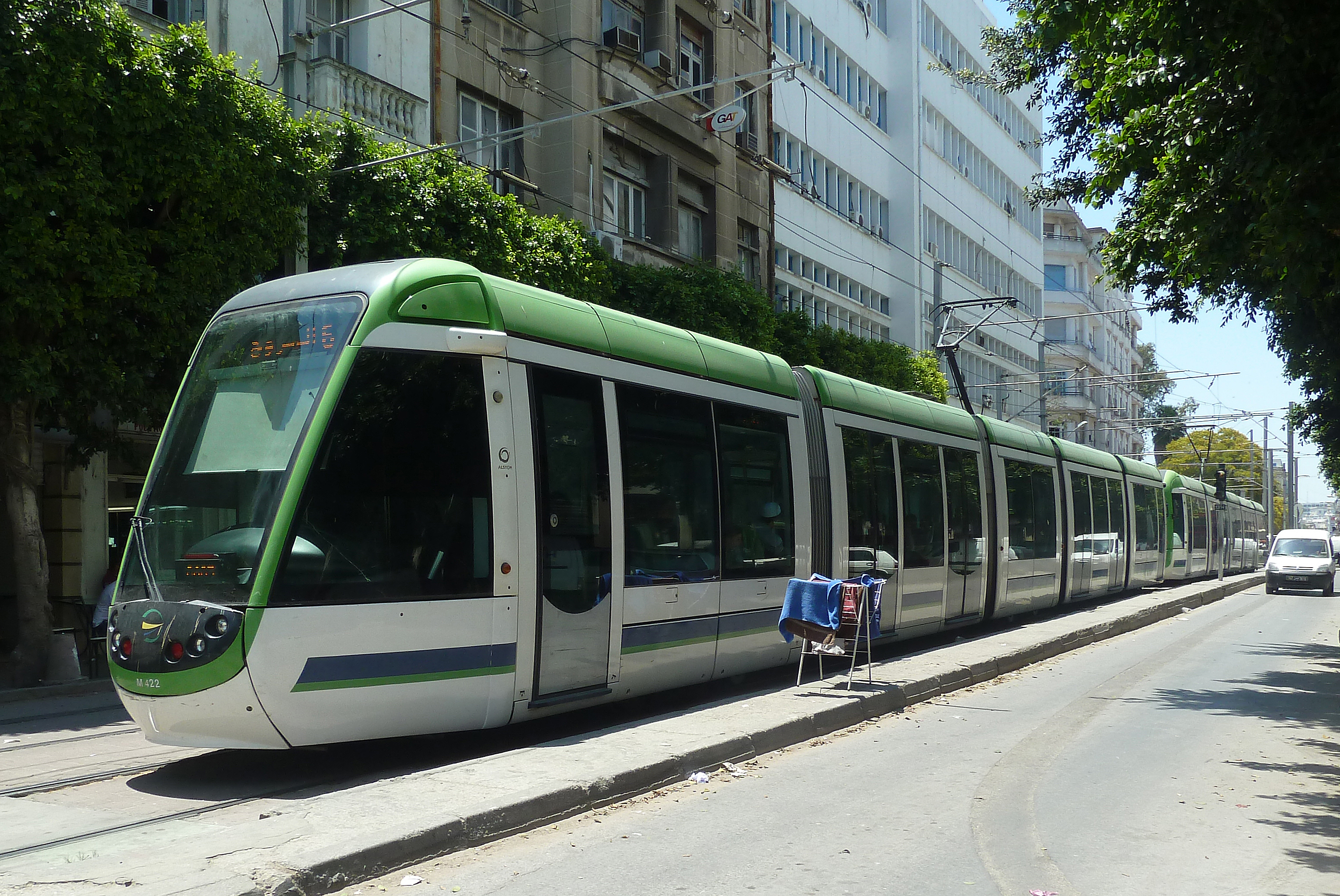
Citadis 302 à Tunis.
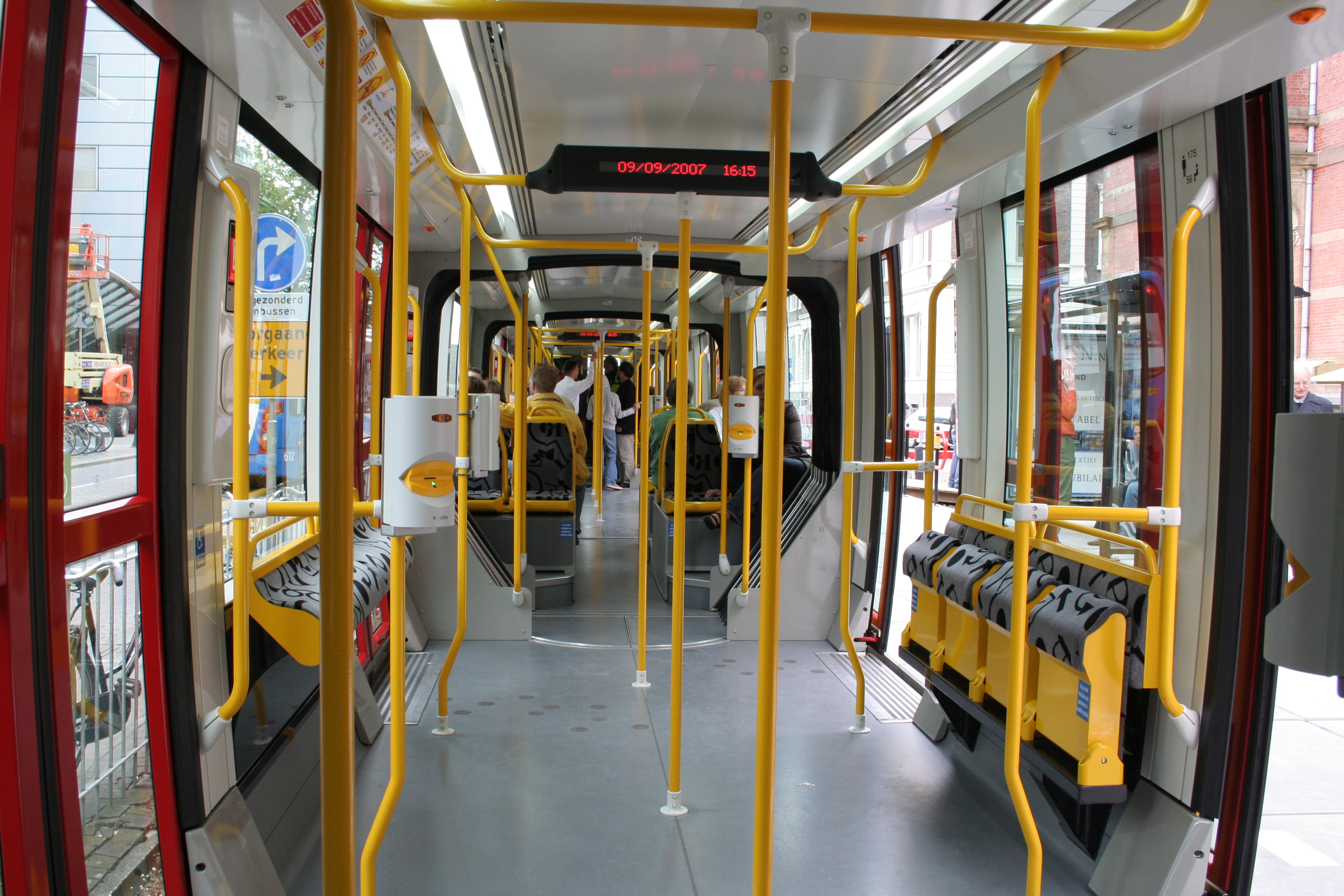
Vue de l'intérieur d'un Citadis 302 à Utrecht.
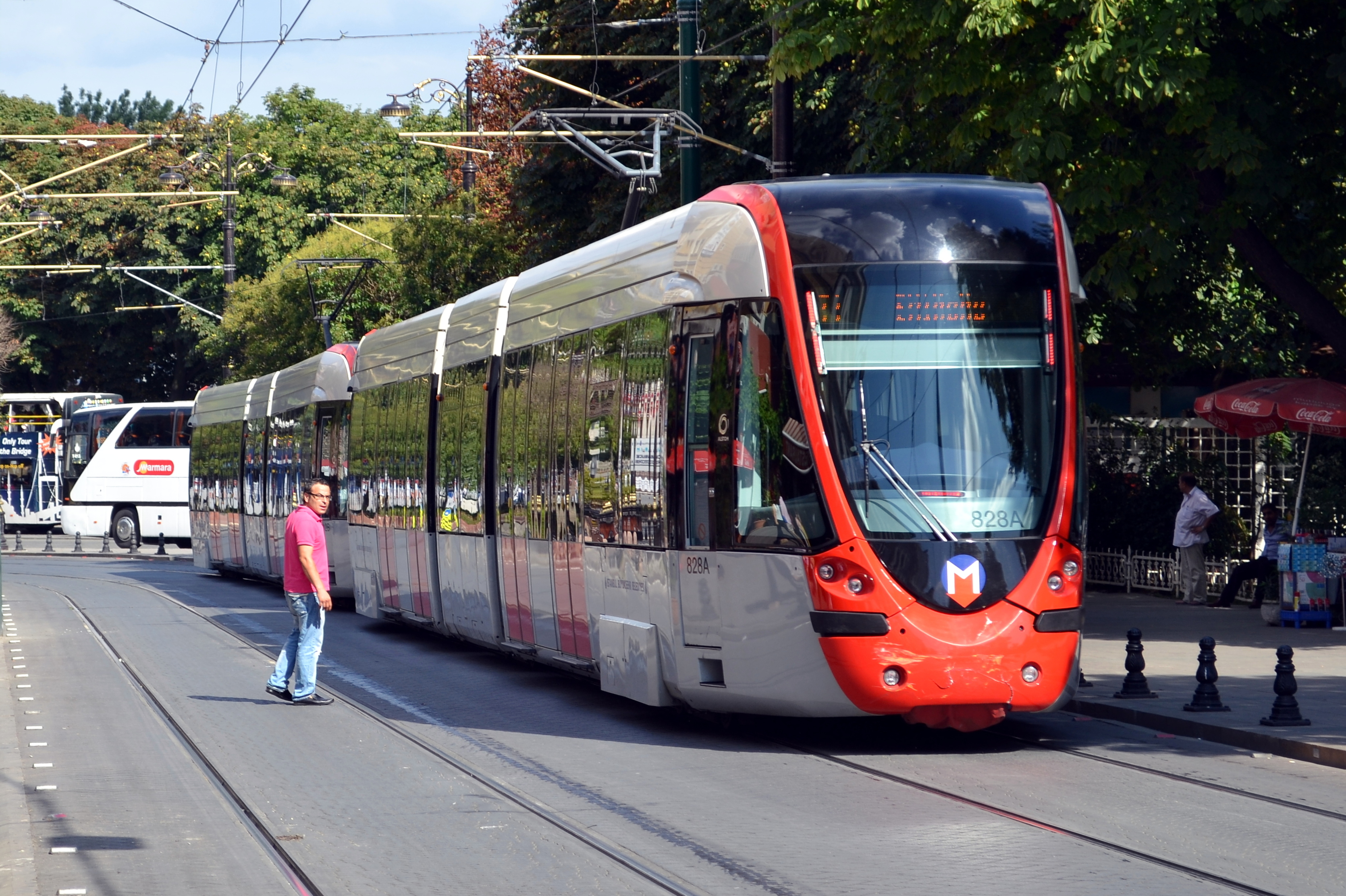
Citadis 304 du tramway d'Istanbul.
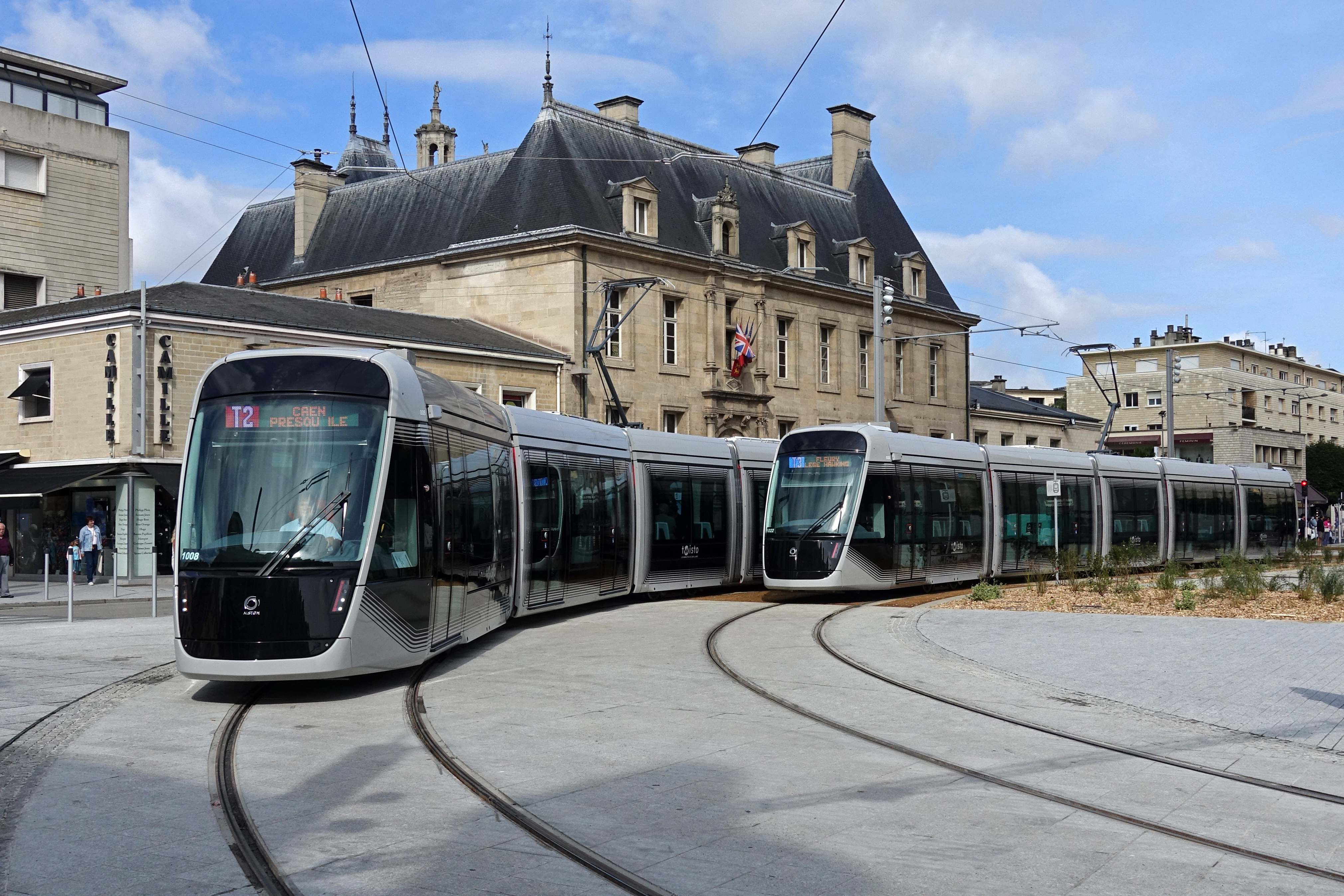
Citadis 305 à Caen.
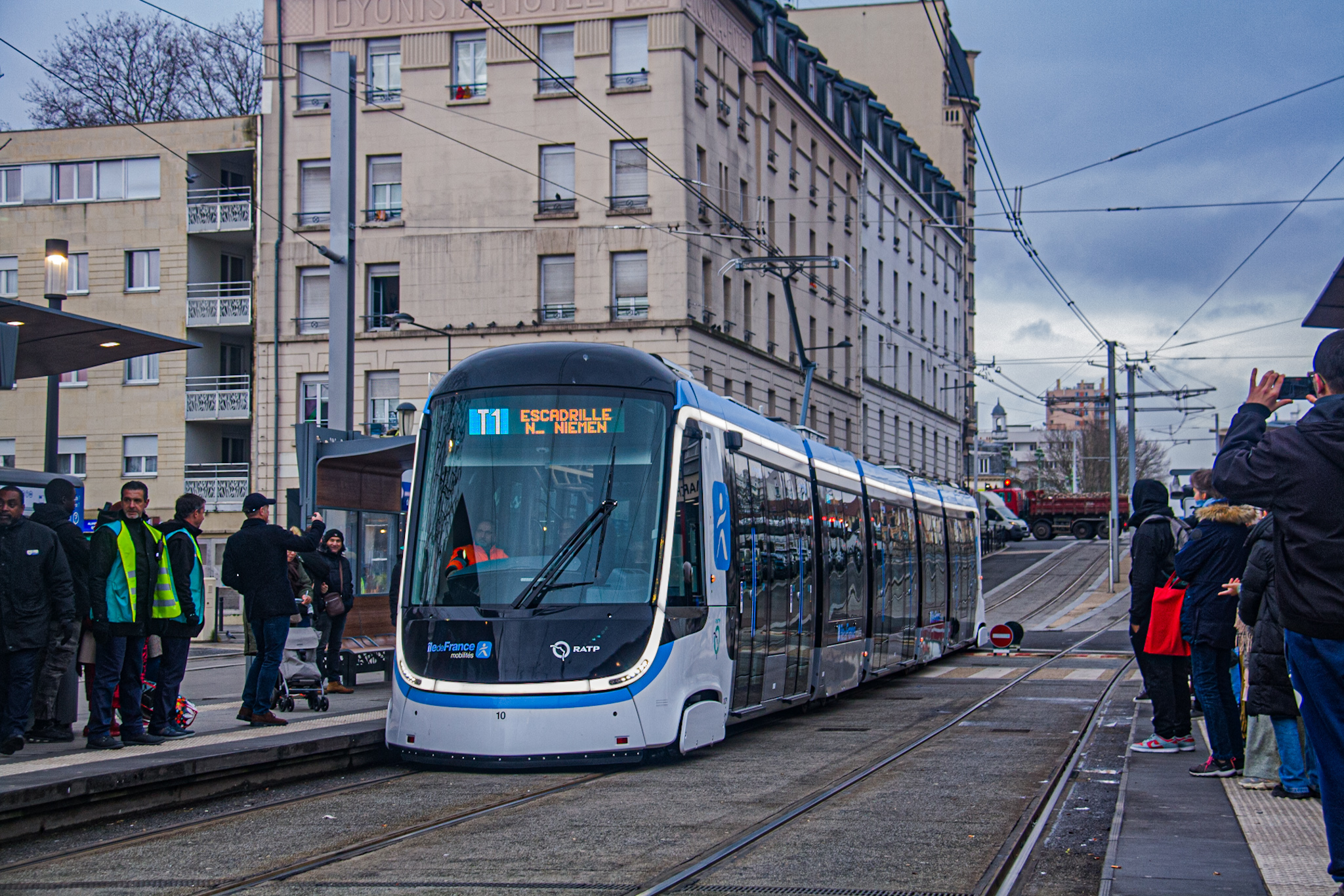
Citadis 305 à Paris.
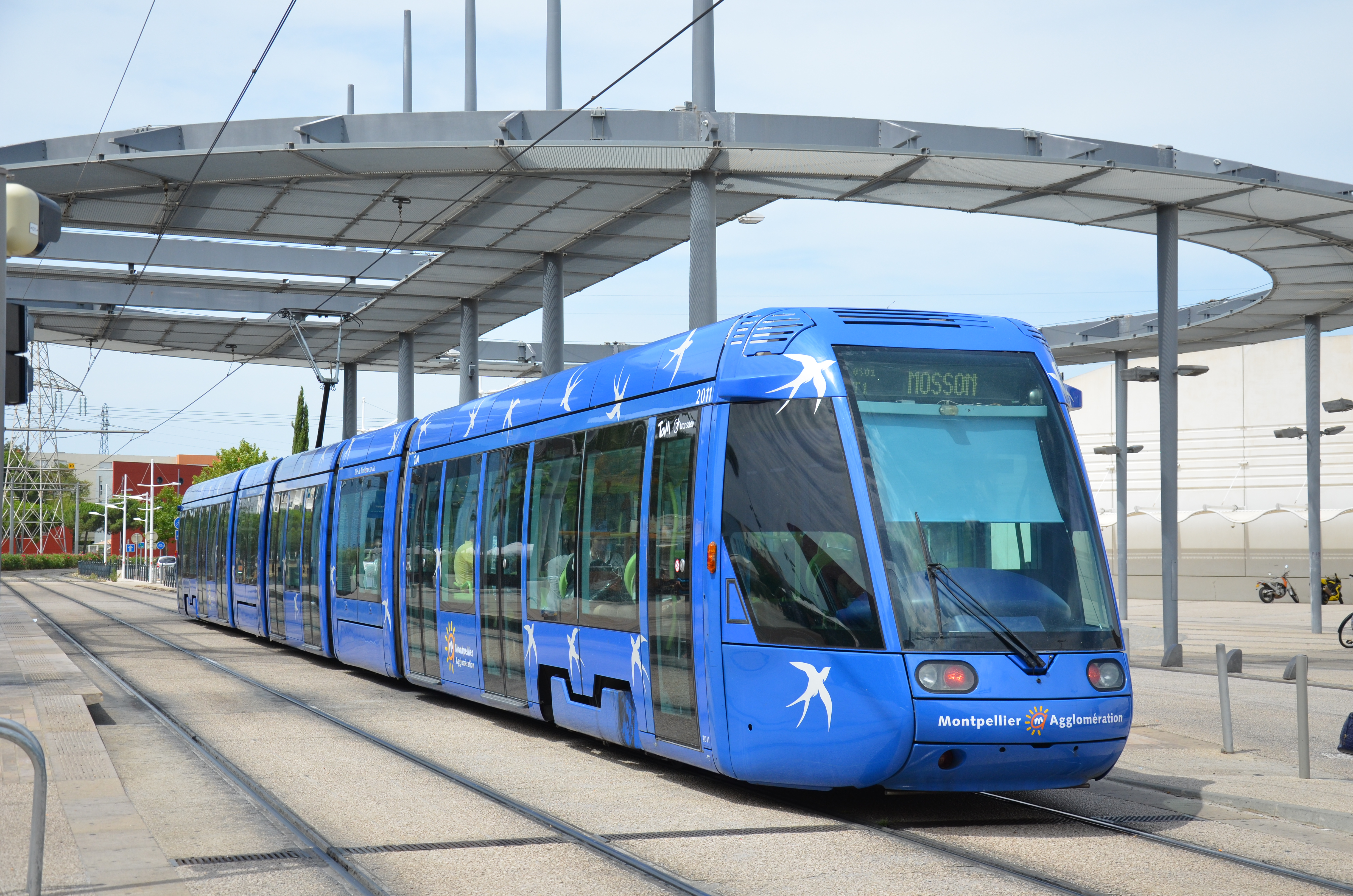
Citadis 401 à Montpellier.
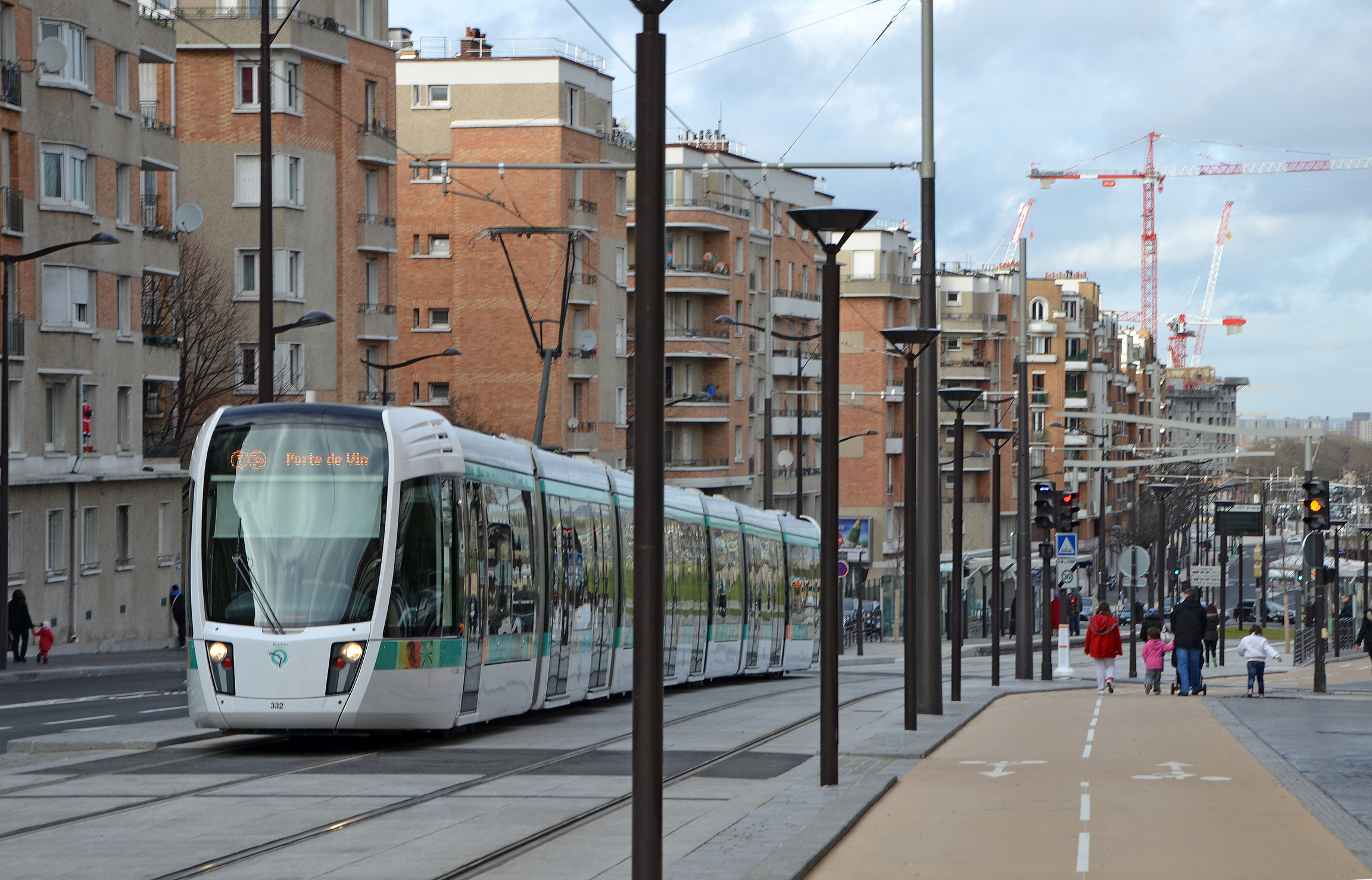
Citadis 402 à Paris.
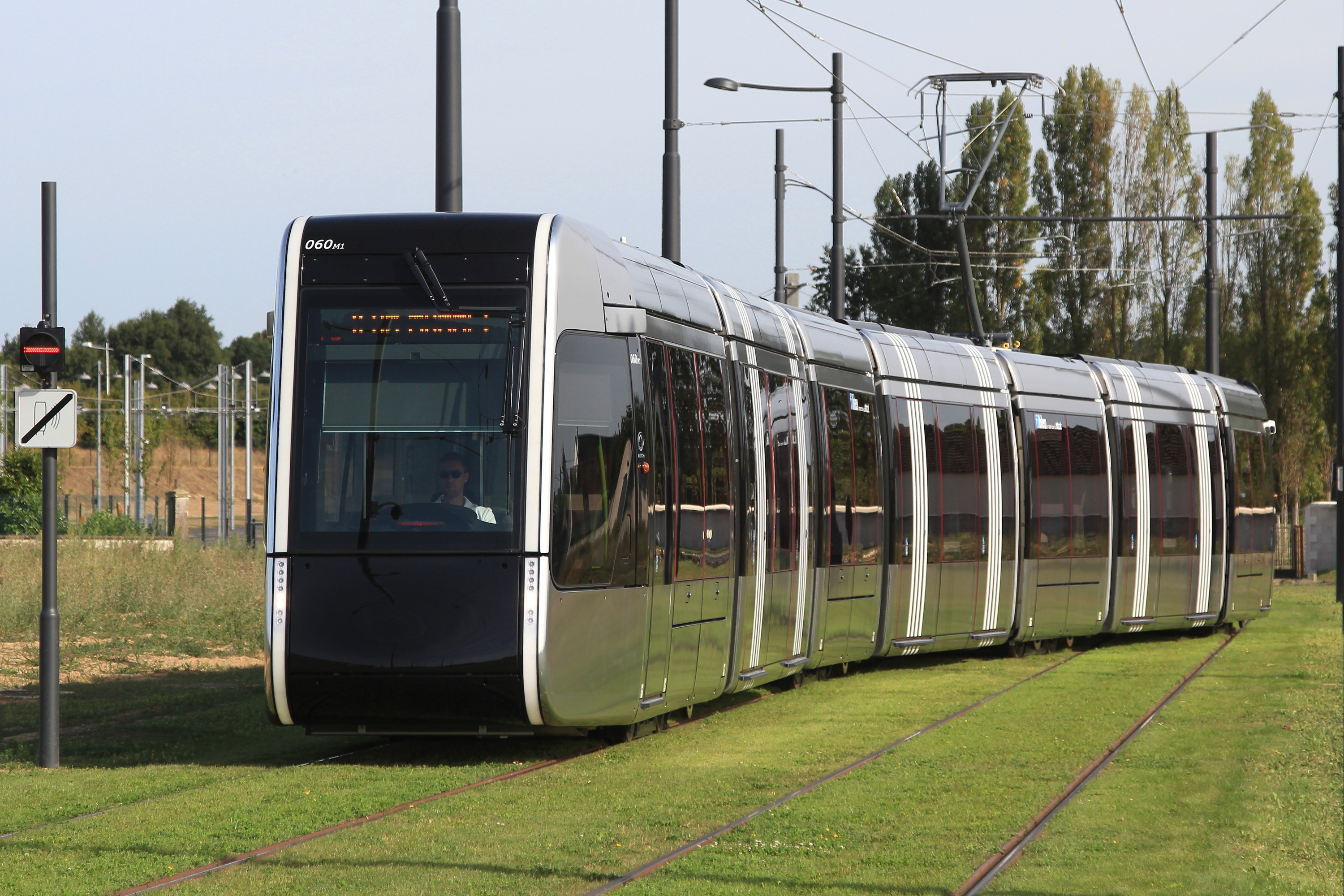
Citadis 402 à Tours.
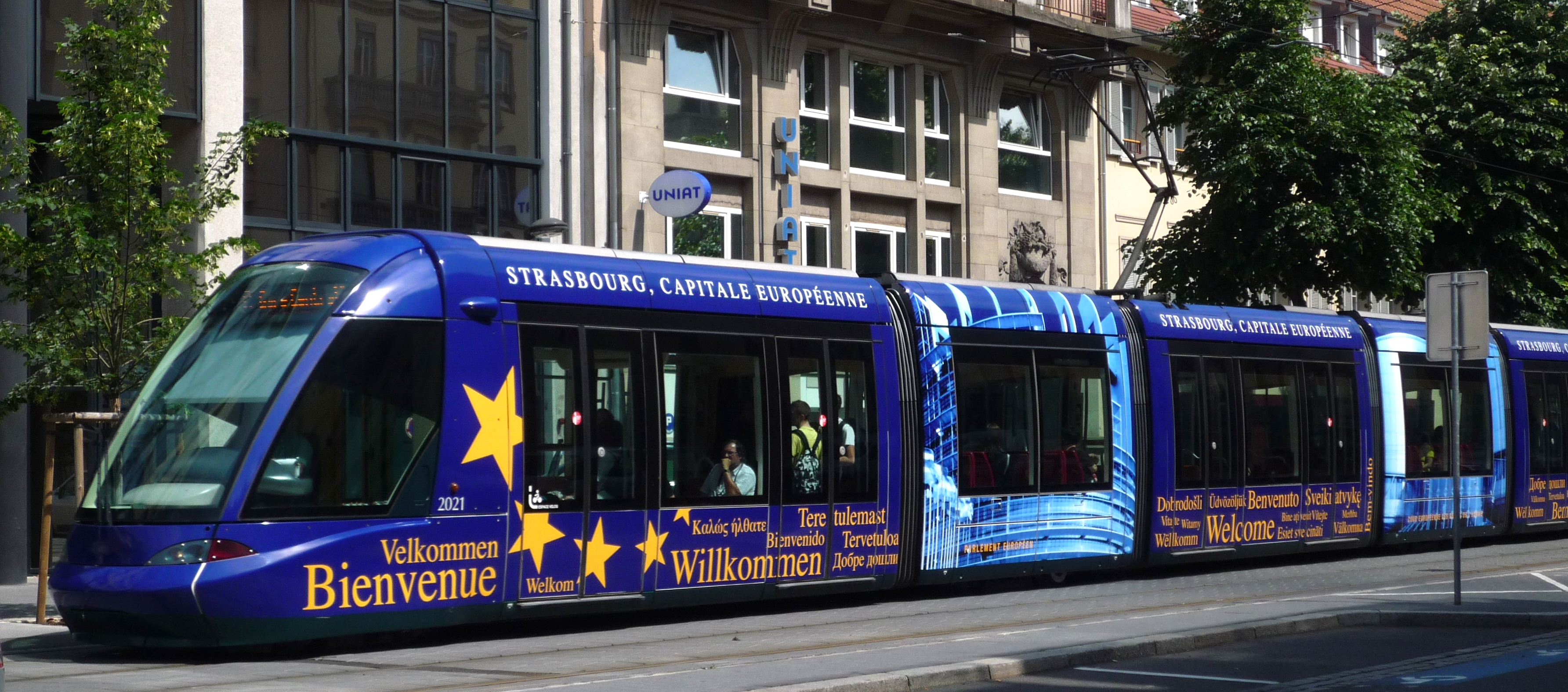
Citadis 403 en livrée « Strasbourg, capitale européenne ».
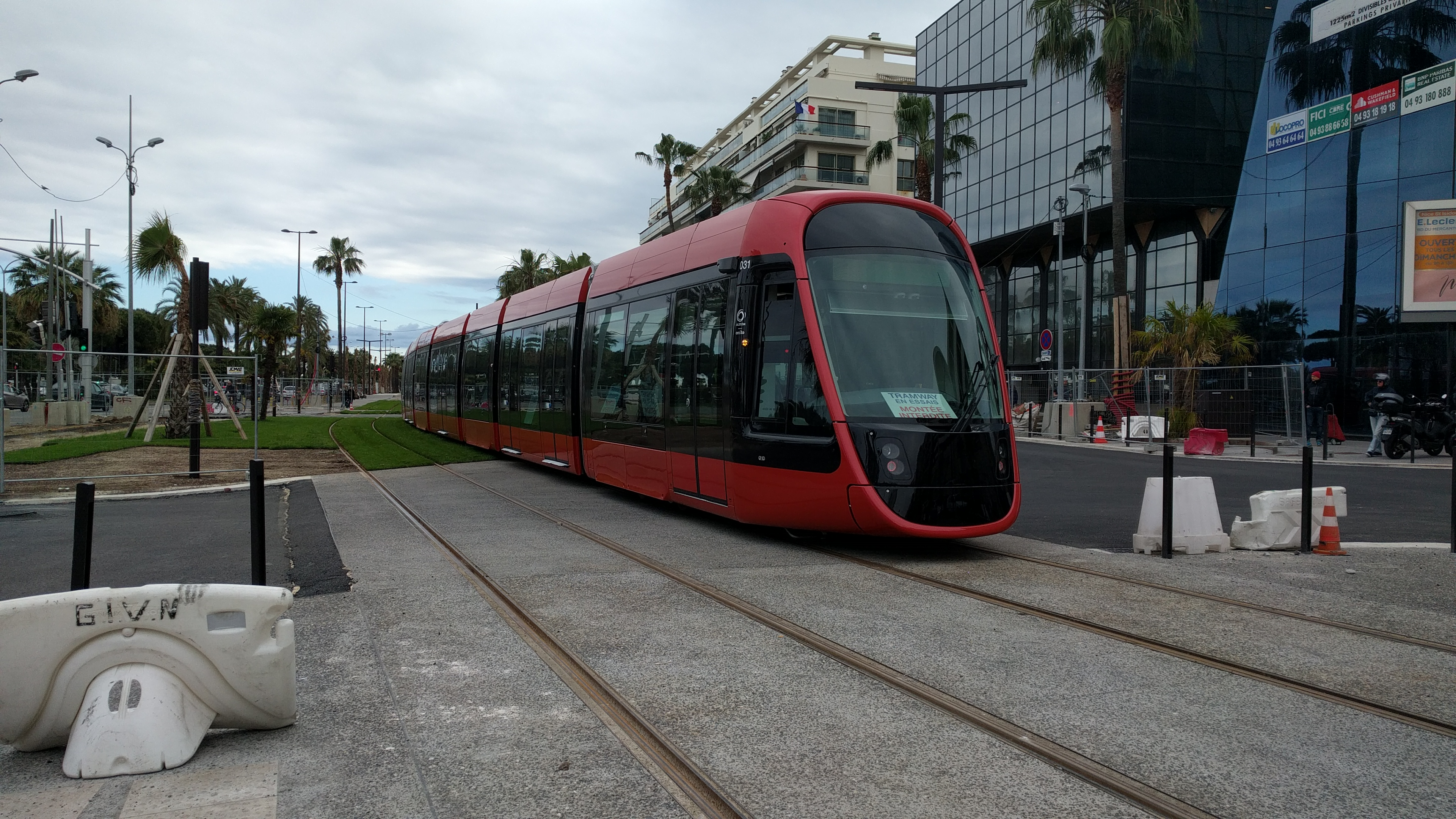
Citadis 405 à Nice.
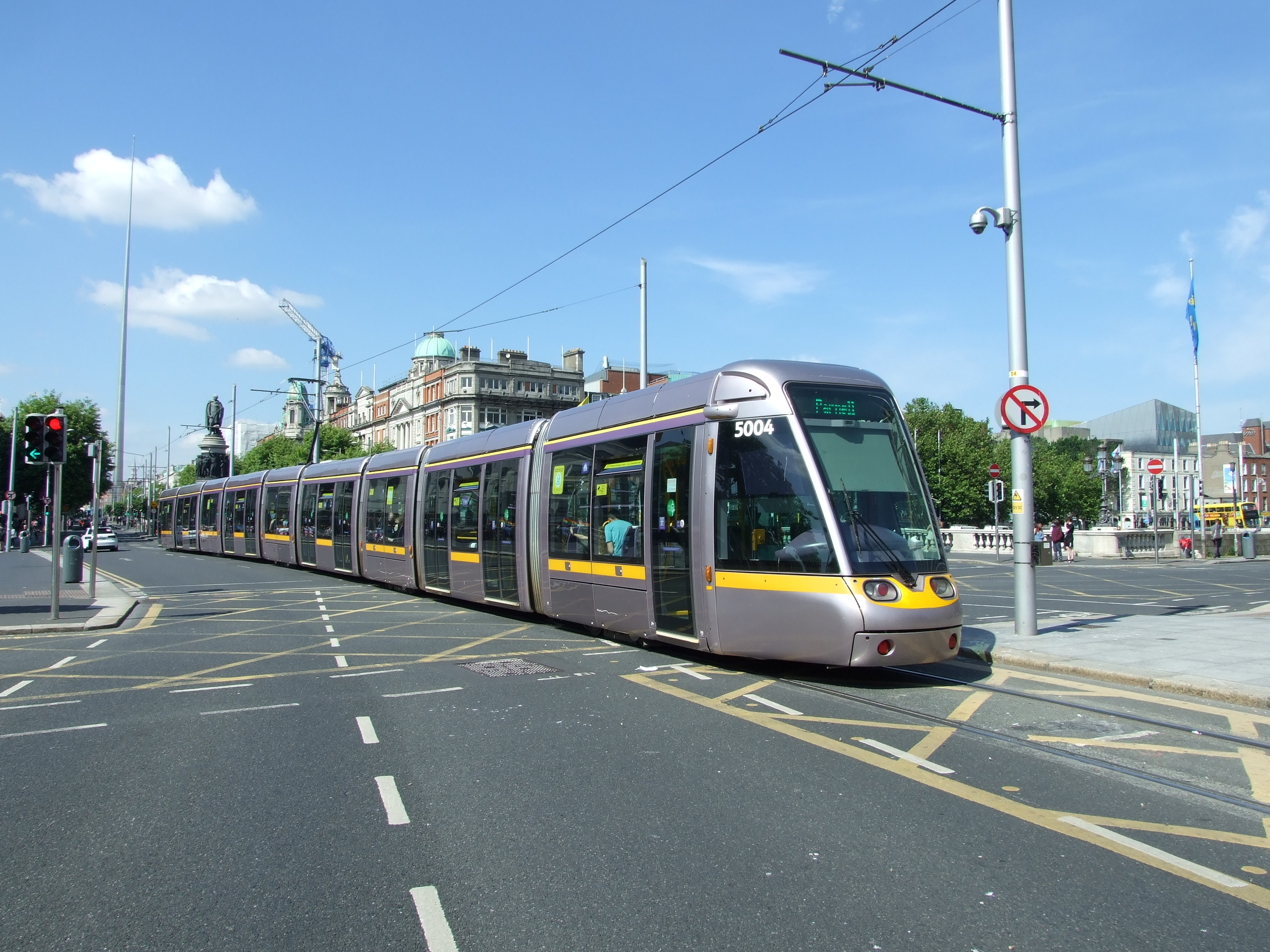
Citadis 502 à Dublin.